# Хлопчик-дзюркунчик
50°50′42″ пн. ш. 4°21′00″ сх. д. / 50.84500° пн. ш. 4.35000° сх. д.
Хлопчик-дзюркунчик (Ма́ннекен Піс, Хлопчик, що пісяє/дзюрить, Пісяючий хлопчик, нід. Manneken Pis; фр. Petit Julien «Малий Жульєн, Жульєнчик») — мініатюрна бронзова статуя-фонтан у вигляді хлопчика голяка, що справляє малу нужду в басейн (чашу фонтана), в центрі Брюсселя. Це одна з найвідоміших пам'яток міста, справжній символ Брюсселя, відвідання якої завжди входить у туристичні маршрути, а з самою пам'яткою пов'язана низка цікавих міських традицій.
Фонтан «Маннекен Піс» розташований на розі вулиць Rue de l'Étuve / Stoofstraat («Банна») і Rue du Chêne / Eikstraat («Дубова»), поруч з центральною площею міста Гран-Плас. Фігурка пісяючого хлопчика — 61 см заввишки. Фонтан невеликий і міститься в закутку між неширокими вулицями з давньою забудовою.

## Історія
Точний час і обставини виникнення статуї невідомі. За деякими свідченнями, статуя існувала вже в XV столітті, можливо, від 1388 року. Про появу фігурки «хлопчика, що справляє малу нужду» існують численні міські перекази. Так, згідно з найпопулярнішим, у добу Середньовіччя Брюссель був обложений ворожими військами. Городяни в жодному разі не бажали здаватися на милість ворогам, і тоді ті підступні заклали під міські мури боєприпаси. Малюк-брюсселець біля муру справив малу нужду, і саме цівка його сечі нібито зруйнувала геть усі ворожі плани, замочивши порох. Ще один, більш конкретизований, брюссельський переказ говорить про те, що статую хлопчика, що пісяє, встановили на згадку про події Грімбергенської війни, коли на дерево спеціально підвісили колиску з малюком-сином короля Готфріда III Левенського, щоб уже самим виглядом майбутнього монарха вселяти віру і надію в містян, а маля начебто без угаву пісяло на вояків-захисників міста, що билися під деревом. Також оповідають, без усілякого пафосу, що фігурку хлопчика поставили на згадку про те, як колись загубився місцевий малюк, і бідолашна мати підняла все місто на ноги, включно з міським головою, але хлопчина не зник — його саме і заскочили зненацька, коли він справляв свою нужду; щасливі батьки увічнили цю родинну пригоду в скульптурі.
Сучасного вигляду статуя прибрала 1619 року завдяки майстерності Жерома Дюкенуа (Jerôme Duquesnoy), придворного скульптора-маньєриста, батька відомішого Франсуа Дюкенуа. Починаючи від 1695 року, статую неодноразово викрадали, зокрема це сталося і під час перебування в місті наполеонівських військ. Востаннє статую викрали в 1960-і роки, після чого її вкотре замінили копією.
У ХХ столітті, не в останню чергу завдяки вдалому піару, популярність фігурки брюссельського хлопчика, що справляє малу нужду, сягнула воістину світового масштабу. Місце фонтану є обов'язковим у всіх туристичних маршрутах з відвідання столиці Бельгії. Традиції, пов'язані зі статуєю, також набули міжнародного характеру. Вдала рекламна кампанія зробили «брюссельського пісяючого малюка» справжнім явищем культури, водночас з комерційної точки зору вдалим брендом. Пам'ятка має численних фанів по всьому світу, свій власний різномовний сайт в Інтернеті. Брюссельська міська влада, намагаючись підтримувати зацікавлення до скульптури пісяючого хлопчика, вже на поч. XXI століття встановили додатково статуї дівчинки і песика, що також справляють малу нужду.

## Традиції

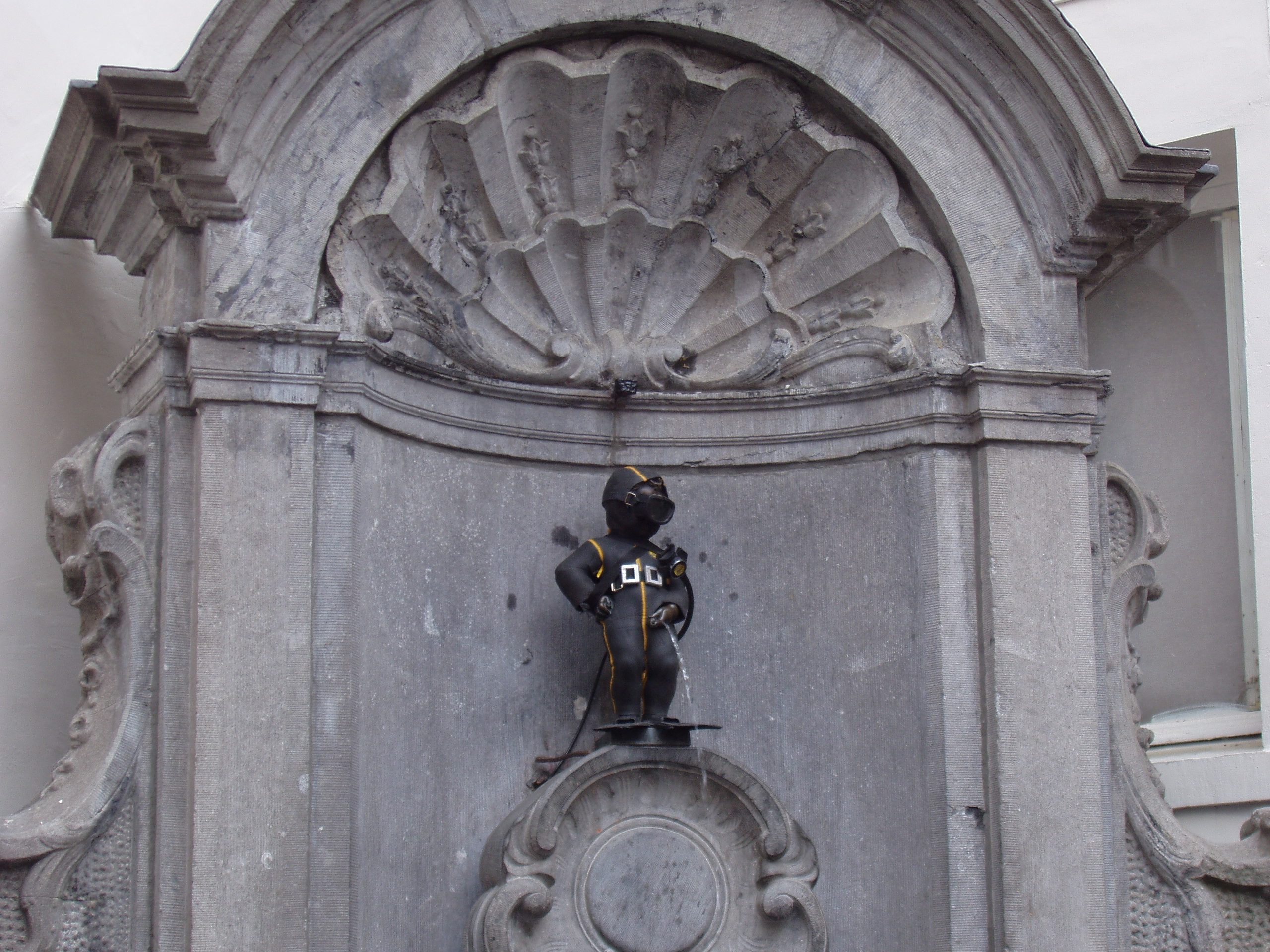
Пісяючий хлопчик у костюмі підводного пірнальника, квітень 2007 року

З фігуркою «хлопця, що дзюрить» пов'язана низка цікавих і яскравих традицій. Перша з них стосується фонтанової води, яку з нагоди деяких свят заміняють на привабливіші рідини — наприклад, на вино чи пиво. Так, 1890 року під час великих міських святкувань, що тривали протягом 2 діб, Маннекен Піс замість звичної води «дзюрив» вино і ламбік (lambic, марка місцевого пива). А 1995 року з нагоди Дня Астурії в Брюсселі і на честь вшанування століття астурійського футбольного клубу «Real Sporting de Gijón» кожний, хто прийшов до фонтану, зміг почастуватися справжнім сидром (традиційний астурійський напій).
Інша, відоміша і така, що стала міжнародною, традиція полягає в періодичному вдяганні «пісяючого малюка» в різноманітні костюми, форми, шати і народне вбрання народів світу. За переказами, вперше «костюмчик» для фігурки надіслав курфюрст Баварський Максимиліан у 1698 році, що відтоді стало традицією. Це не просто традиція, а й справжнє дійство — урочисте і веселе, на таких церемоніях зазвичай присутні міські чиновники, грає духовий оркестр, збираються юрби цікавих тощо. Честі одягти фігурку удостоюються почесні мешканці та гості міста. Щомісяця на ґратах вивішується табличка з «розпорядком зміни костюмів» на скульптурі. Його складає некомерційна організація «Друзі Маннекена Піса».

## Орден «Друзі Маннекена Піса»
У жовтні 1954 року сенатор Варнант, Леон Кукелбург, Фернанд Сервалз та Альфонс Ван Казеле вирішили популяризувати символіку Брюсселя. Задля цього 1955 року засновано Орден «Друзі Маннекена Піса», президентом якого став журналіст і член Ради Брюсселя Леон Схалкен. З 2006 року Орден очолює Едмонд Ванденгойте.
Щоб отримати дозвіл на одягання статуетки, необхідно завчасно не менше ніж за півроку подати заявку до Комісії з офіційного затвердження, що збирається раз на місяць. Нагода має відповідати певним критеріям, зокрема костюми не можуть мати комерційний характер, пропагувати релігійні погляди і робити виклик загальноприйнятим моральним принципам.

## Гардероб Маннекена Піса
Ритуал вдягання Жульєнчика часто приурочений до певних історичних дат, пов'язаний з конкретними подіями або особами, часто навіть небельгійської або неєвропейської історії (наприклад, з нагоди річниці смерті Елвіса Преслі хлопчину вдягають під нього), відбувається під час офіційних (або державних) візитів голів різних держав до столиці Бельгії, інших політичних подій тощо. Часто вдягання Маннекена Піс має соціальний характер — так, у День боротьби зі СНІДом на хлопчину натягують кондом.
Гардероб статуетки складається з:
- обладунків лицаря, одягу французького лучника з Брейн-ле-Шато, Братства Лицарів Святого Михайла, мушкетера, угорського гусара,
- вбрання гільдії пивоварів, гільдії м'ясників Брюсселя, люксембурзького студента,
- костюмів Вольфганга Амадея Моцарта, Христофора Колумба, Моріса Шевальє, Елвіса Преслі, Нельсона Мандели, репортера без кордонів, бельгійського акордеоніста,
- національних костюмів різних народів, вбрання тибетського монаха,
- форми бельгійської, ірландської армії, Бельгійської Королівської військової академії, Французького іноземного легіону, ВПС США, Валлійського гвардійського полку, Червоного Хреста, вогнеборця,
- форми футболіста ФК Андерлехт, дзюдоїста, жовтої майки учасника Тур де Франс, аквалангіста,
- шуби Санта-Клауса і Ноеля, Дракули, шат лихого духа інків, героя бельгійських коміксів Спіроу тощо.

Костюми Жульєнчика зберігаються у спеціально збудованому неподалік від фонтану музею подарунків.

## Маннекен Піс в українському вбранні
З 2007 року Маннекен Піс приміряє одяг з України. 24 серпня на День незалежності вбирався в український національний костюм, а 2011 року — княжий одяг Ярослава Мудрого.

### В українській вишиванці

Маннекен Піс 24 серпня 2007 року

24 серпня 2007 року на День Незалежності України Маннекена Піса одягнули в український національний одяг.
Святкування зібрало велику кількість українців і розпочалося з урочистого прийому в мерії Брюсселя. У старовинній ратуші на Гранд Плас українців зустрів заступник мера Брюсселя спільно з головою Ордену «Друзі Маннекен Піс». Об 11.00 під час урочистого прийому в муніципалітеті Брюсселя голова Правління Європейської Асоціації Українців Олексій Толкачов передав представникам Брюсселя український національний костюм для «Хлопця, що дзюрить», спеціально пошитий до цієї дати. Разом з костюмчиком було передано Дарчу грамоту від Європейської Асоціації Українців, в якій зазначається, що «костюм для Manneken Pis є виявом волі Українського Народу до міжнаціонального діалогу та європейської інтеграції». Заступник мера Брюсселя привітав українську громаду з Днем Незалежності України. Представник товариства "Друзі «Пісяючого хлопчика» відзначив, що для «хлопчини» це велика радість — отримати українське національне вбрання. Представники муніципалітету вручили Європейській Асоціації Українців Почесну грамоту, що засвідчує вдягання Manneken Pis. З нагоди Дня Незалежності України в ратуші Брюсселя український хор студентів з Ганновера виконав українські народні пісні, що створило неповторний святковий настрій.
Об 11.30 представник мерії Брюсселя повідомив присутніх в ратуші українців, що хлопчик, який пісяє, вже одягнув український козацький костюм і запросив усіх присутніх пройти до пам'ятника-фонтана, біля якого на той час уже зібралися близько 300 туристів, які очікували відкриття хлопчика-фонтана в українському костюмі. Після виконання Гімну України голова Правління Європейської Асоціації Українців спільно із заступником мера Брюсселя, потягнувши за мотузку, зняли прапор Брюсселя, яким був прикритий вдягнений Маннекен Піс. Присутніх привітали також представники Посольства України у Брюсселі.
«Хлопчина, що дзюрить» був одягнений у білу лляну вишиванку з білою мережкою за технікою «ляхівка», сині шовкові шаровари, червоні шкіряні чобітки. На обличчі були помітні декоративні козацькі вуса, а на голові — чорна смушева шапка. За спиною у хлопчини висів український блакитно-жовтий прапор. Церемонія продовжилась співами українських пісень і бельгійської пісеньки про Маннікен Піс. Під час акції українська художниця в Бельгії Оксана Бадьо створила картину «Європейська Україна»: на великому полотні перехожі брюссельці та гості міста залишали кольорові відбитки своїх долонь на тлі карти України..

### У костюмі Ярослава Мудрого

Маннекен Піс у вбранні Ярослава Мудрого. 2011 рік

З нагоди 20-річчя незалежності України 24 серпня 2011 року Маннекен Піс був одягнутий у костюм князя Київської Русі Ярослава Мудрого, який складається з червоних шароварів, синього каптана, червоного капелюха, оздобленого хутром, червоних сап'янових чобіт і плаща «корзно». Президент Європейської Асоціації Українців Олексій Толкачов пояснив: «Захотілося презентувати Європі стародавню, тисячолітню Україну, країну, яка веде свої державницькі традиції від найсильнішого утворення середньовічної Європи — Київської Русі». Княже вбрання відтворили за фрескою, що збереглася на стінах Софії Київської, майстри Центру історії та культури Київської Русі «Парк Київська Русь». За словами президента благодійної організації «Слов'янський фонд» Володимира Янченка, «був обраний саме Ярослав Мудрий для того, щоб показати в його костюмі максимальний зв'язок з усією Європою, адже дочки Ярослава Мудрого були віддані заміж за короля Франції, за короля Данії. Для нас, звичайно, ця акція — в першу чергу популяризація іміджу нашої країни та збільшення туристичного потоку до нашої держави».
Свято розпочалося об 11.00 з урочистого прийому в залі Максиміліана Ратуші на Гранд Плац. Серед інших була запрошена наймолодша оперна співачка України, переможниця численних музичних конкурсів десятирічна Соломія Лук'янець. Вона вручила Президентові Ордену «Друзів Маннекена Піса» Едмонду Ванденхойте і мерії Брюсселя костюм для «Маннекен Піс». Після вдягання відбулося частування українським пивом, яке лилось з хлопчика-фонтана. На свято завітали музиканти з гурту «Океан Ельзи».

## Галерея

Костюми пісяючого хлопчика
В українському козацькому вбранні, 24 серпня 2007 року
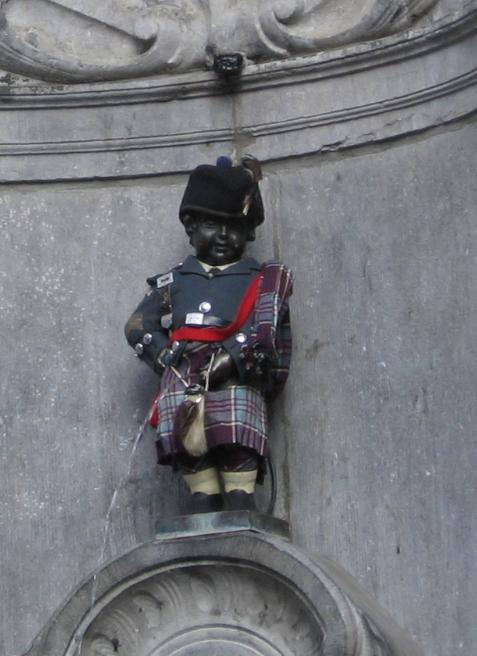
В шотландському національному костюмі, 2 червня 2006 року
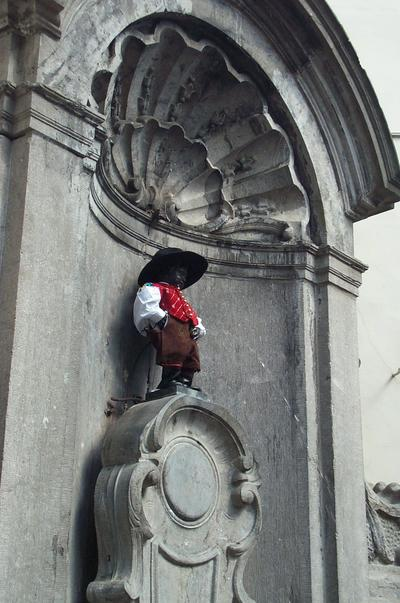
У словенському народному вбранні, 25 червня 2004 року
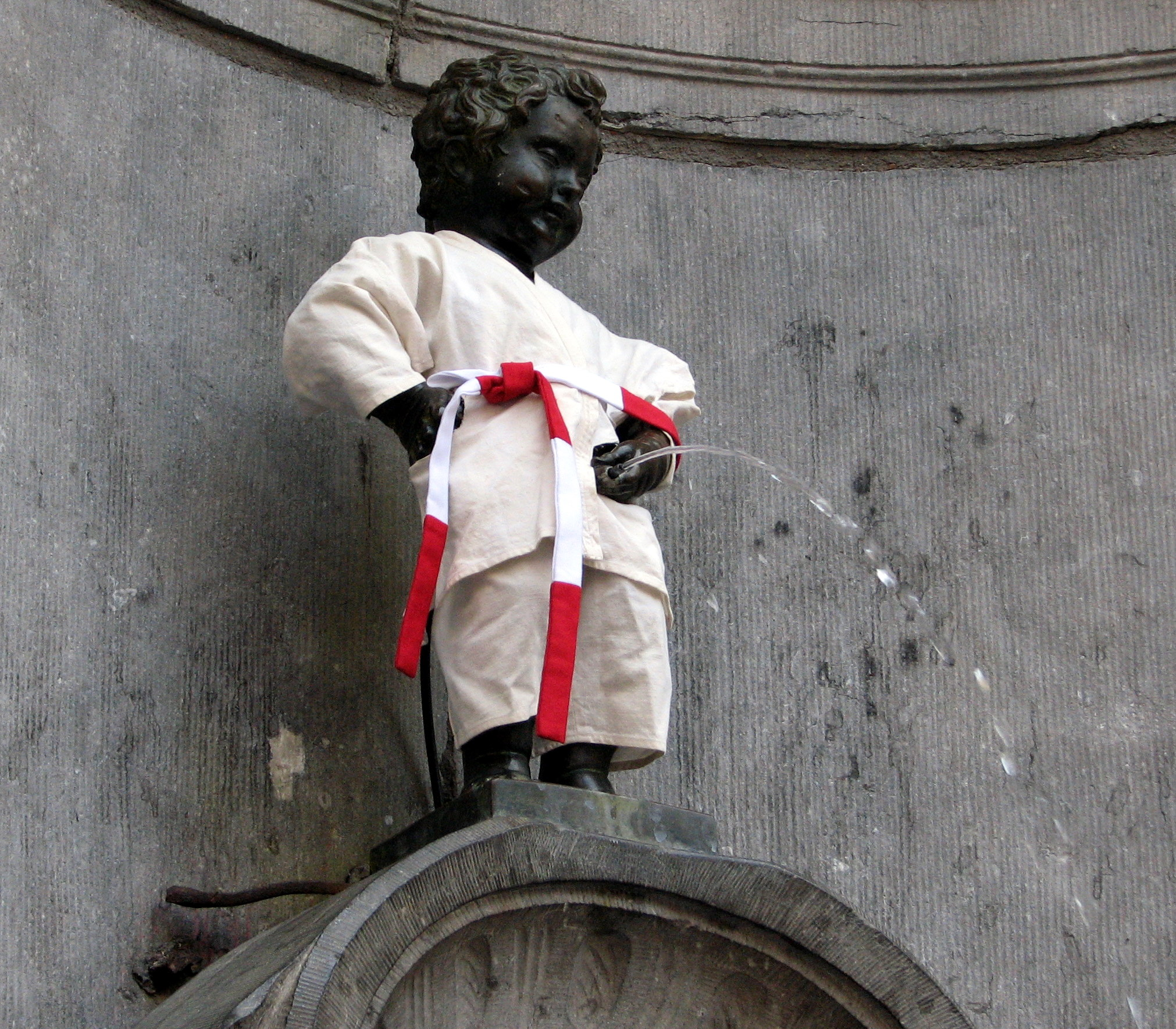
У формі дзюдоїста, 12 квітня 2008 року
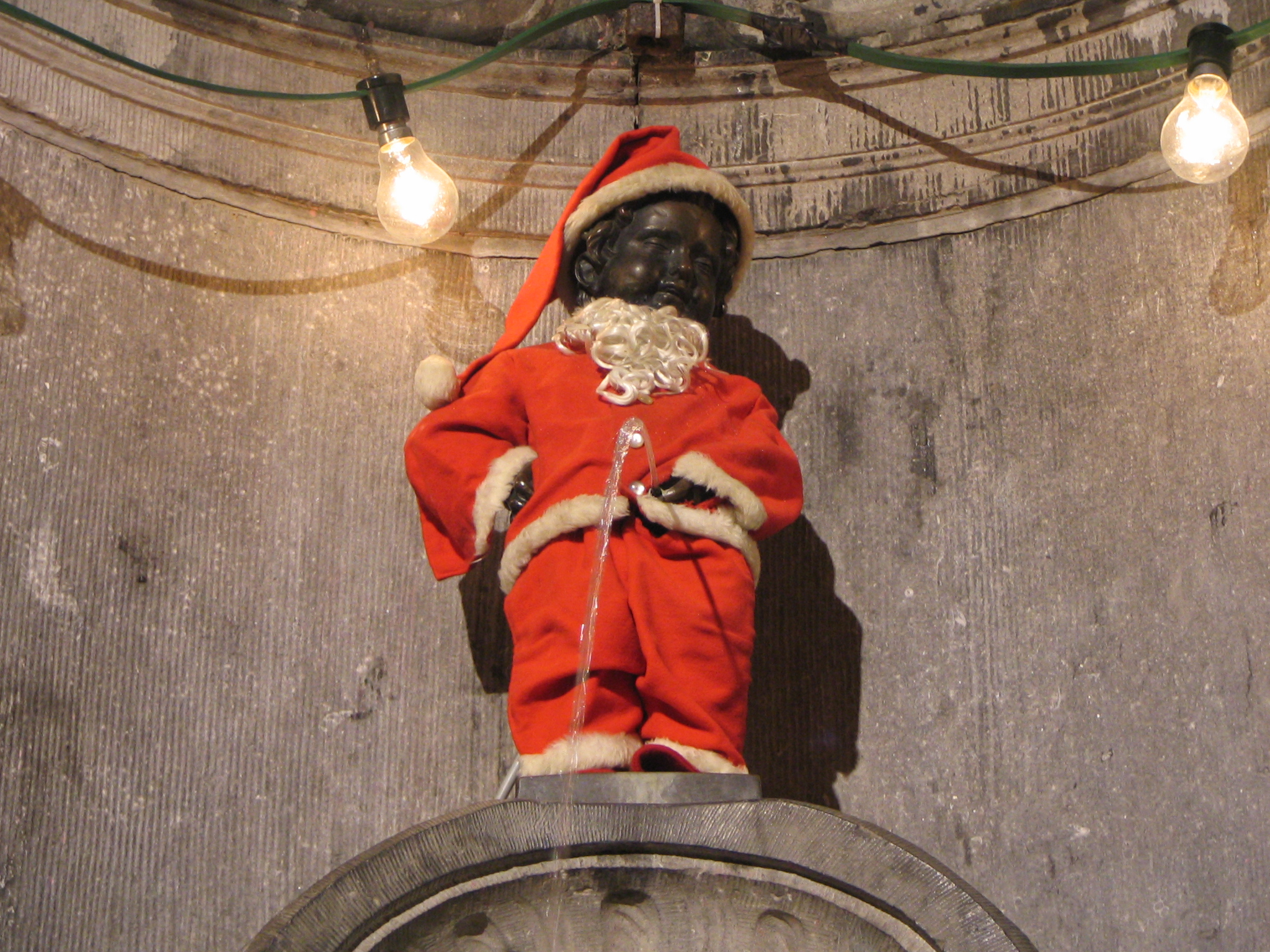
У костюмчику Санта-Клауса, кін. грудня 2004 року
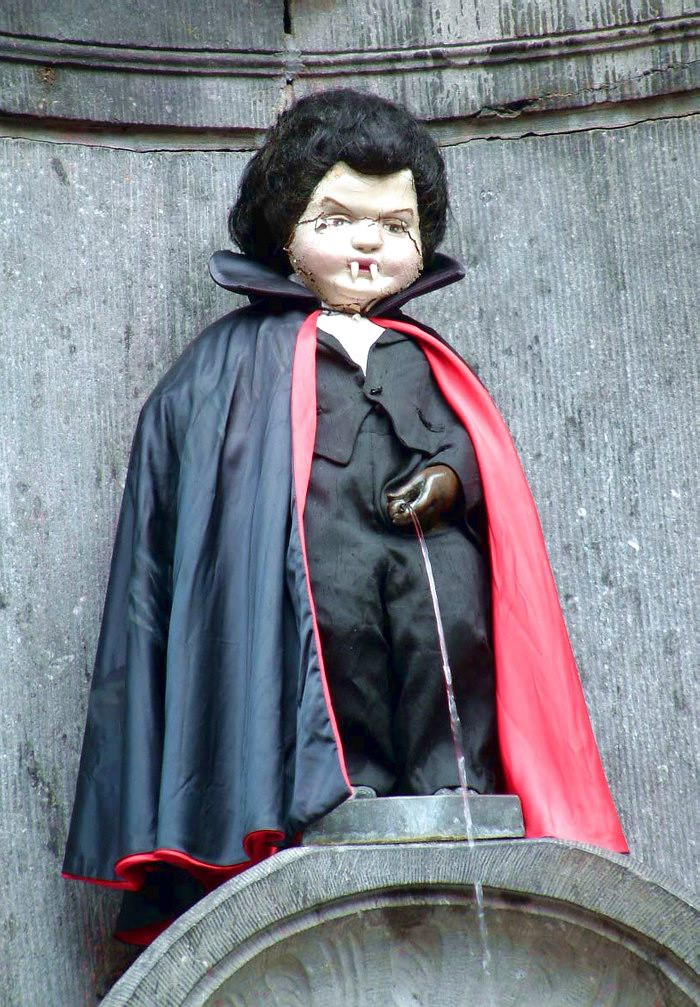
У вбранні Дракули, 15 березня 2002 року
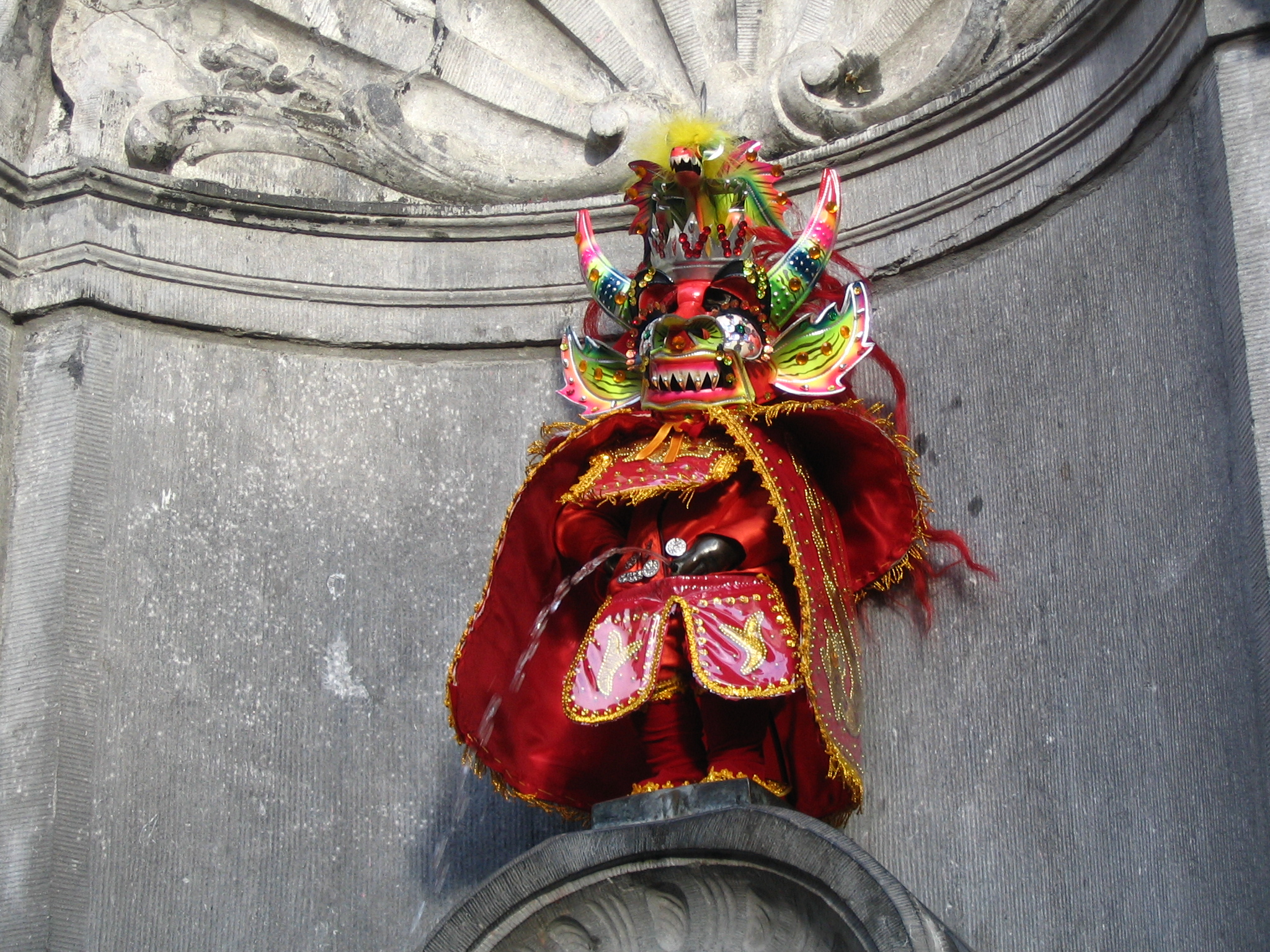
У шатах лихого духа інків, 3 березня 2007 року
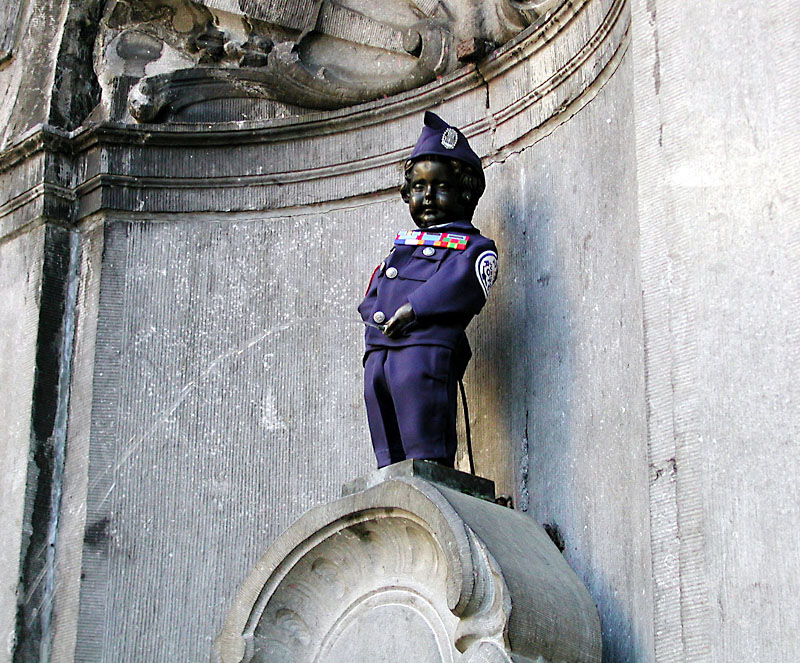
У формі ВПС США, 10 листопада 2001 року

## Виноски
1. ↑  https://collections.heritage.brussels/nl/objects/83289
2. ↑  У Брюселі змінять конструкцію статуї «Хлопчика-дзюркунчика». Він понад 400 років марнотратив питну воду. babel.ua (укр.). 27 березня 2019. Процитовано 12 жовтня 2024.
3. ↑  адже сама по со́бі статуя не являє щось особливе, більше того подібні фонтани є в інших європейських містах, наприклад, у тій же Бельгії — в Генті, Хасселті тощо.
4. ↑  Офіційний сайт «Брюссельського пісяючого хлопчика» [Архівовано 19 вересня 2018 у Wayback Machine.] (фр.) (нід.) (англ.) (яп.)
5. ↑  Правила на сайті Ордена друзів Маннекен Піс. Архів оригіналу за 21 січня 2011. Процитовано 26 серпня 2011.
6. ↑  У Брюсселі Пісяючого хлопчика одягнули у вишиванку та шаровари [Архівовано 26 червня 2020 у Wayback Machine.], Корреспондент.net, 24 серпня 2007
7. ↑  Хлопчик, який пісяє у вишиванці [Архівовано 13 жовтня 2008 у Wayback Machine.], ТСН, 24 серпня 2007
8. ↑  «Пісяючий хлопчик» вперше за 300 років одягнув вишиванку й шаровари [Архівовано 25 червня 2020 у Wayback Machine.] // сайт «УНІАН», інф. за 24 серпня 2007 року (укр.)
9. ↑  24 серпня у Брюсселі хлопчик пісятиме у вбранні Ярослава Мудрого [Архівовано 15 вересня 2011 у Wayback Machine.], Уніан, 9 серпня 2011
10. ↑  Символ Брюсселя вдягнуть у костюм Ярослава Мудрого [Архівовано 2 листопада 2012 у Wayback Machine.], Радіо Ера, 2011 (недост. посилання)
11. ↑  Історичний ритуал з Хлопчиком, що пісяє, виконає дівчинка [Архівовано 26 червня 2020 у Wayback Machine.], Історична правда, 18 серпня 2011
12. ↑  Український позитив із самого Брюсселя[недоступне посилання з липня 2019]
13. ↑  20 річниця незалежності України в Брюсселі 24 серпня 2011 року (Європейська Асоціація Українців). Архів оригіналу за 19 жовтня 2011. Процитовано 26 серпня 2011. [Архівовано 19 жовтня 2011 у Wayback Machine.]